# Список мэров Брюсселя
Это список мэров и бурмистров города Брюссель.

## Бургундские Нидерланды (1384–1482)
- 1380: Герт Пипенпой[англ.]
- 1381: Герт Пипенпой[англ.] и Жак Стоверт
- 1421: Дж. Сваефф, Дж. Куман
- 1422: Вальтер Ванден Хетвельде, Петрус ван Боленбеке
- 1423: Гийом де Кестербеке, Ян ван Мейзен
- 1424: Ян ван Кундеберг, по прозвищу Ролибук, Гиелис Данилс,
- 1425: Виллем ван Герцеле, Дж. де Шор, по прозвищу де Бридер.
- 1426: Вацлав т'Серкла, Дж. Рамперт
- 1427: Жан де Эртог, Мишель де Мабер
- 1428: Х. Магнус, Дж. де Брукховен
- 1429: Виллем ван Кестербеке, Даниэль Полбрут
- 1430: Симон ван Офем, Дж. де Шор, по прозвищу де Бридер.
- 1431: Уолтер, сын Джерарда Пипенпоя[англ.], Дж. Ройпенса.
- 1432: Вацлав т'Серкла, Феликс де Онт
- 1433: Ж. Бернайж, Х. де Беринген
- 1434: Жан де Фриджидомонте
- 1435: Уолтер Вандернут, Дж. Рамперт
- 1436: Вальтер Ванден Винкеле, Арноут Веллемс, сказал Ван Альмкерке.
- 1437: Анри Тай, Дж. ван Брукховен
- 1438: Эверард т'Серарнтс, Жан Офхейс
- 1439: Ян де Мол, сын Яна, Дж. Богарта
- 1440: Николаас Ванден Хетвельде, Дж. Рамперт
- 1441: Уолтер, сын Уолтера Вандернута, Арноут Веллемс, по имени Ван Альмкерке.
- 1442: Ян де Фригидомонте, Бог. Тай
- 1443: Ж. т'Серклас, Ж. де Шор
- 1444: Ян, сын Яна де Моля, Жерар Пипенпой[англ.], 4 сентября умер; заменен Дж. Ванденом Дрисше
- 1445: Николаас Ванден Хетвельде, Х. Вандер Стрэтен, по прозвищу Миус
- 1446: Вацлав Т'Серклас, Мартин Вегскен, по прозвищу Снелларт
- 1447: Антуан Меннен, Арнул Веллемс, по прозвищу Ван Альмкерке.
- 1448: Уолтер Вандернут, Николя Ванден Дриеле
- 1449: Жан Вандернут, Гилл. Утенберге
- 1450: Николас Ванден Хитвельде, Х. Вандер Стрэтен
- 1451: Амельрик Вас, Дж. Камбье
- 1452: Эверард Т'Серарнтс, Йоос Вествелинг
- 1453: Ж. де Мол, Ж. де Блэр
- 1454: Ян, сын Уолтера Вандернута, Дж. Эггерикс.
- 1455: Тьерри де Моль, Жосс де Пап
- 1456: Амельрик Вас, Гилл. Рамперт
- 1457: Уолтер Ванден Винкель, Дж. Камбье
- 1458: Филипп Ван Ньювенхове, Альбертин Френье
- 1459: Зигер Ванден Хетвельде, Дж. Эггерикс
- 1460: Дж. де Мол, Дж. Гилларт
- 1461: Амельрик Вас,
- 1462: Вальтер Ванден Винкеле, Герелин де Моор, призван в ден Слейтель.
- 1463: Уолтер Вандернут, Йоос Вествелинг
- 1464: Петрус Пипенпой[англ.], Виллем де Смет
- 1465: Ян Шат, Ж. де Пельке
- 1466: Эверард т'Серклас, Ян Оффхейс
- 1467: Х. Хенкеншот, Адам Вандерслихаген
- 1468: Амельрик Вас, Х. де Мол, дит Куман
- 1469: Уолтер Вандернут (лорд Рисуара), Дж. Вандер Моэлен
- 1470: Антун Тонис, Дж. Камбье
- 1471: Конрад Вандер Нирен, Дж. де Пельке
- 1472: Дж. де Мол, Якоб Ванден Поэле, по прозвищу Полман.
- 1473: Х. Хенкеншот, Адам де Богэрден, по прозвищу Йорданс
- 1474: Николас Ванден Хитвельде, Дж. Офхейс
- 1475: Костин де Лимлетт, Герелин де Моор, призван в ден Слейтель.
- 1476: Дж. Шат, Дж. Эккарт
- 1477: Дж. Вандер Меерен, Арнул Ванден Плаше
- 1478: Х. Вандер Меерен
- 1479: Х. т'Серарнс, Бог. Вингаерт
- 1480: Ролан де Мол, Тьерри Руттенс
- 1481: Вацлав т'Серклас, Петрус де Йонге

## Габсбургские Нидерланды (1482–1581)
- 1482–1483: Дж. Бернсиге, Дж. Моссельман
- 1483–1484: Й. ван Бюссегем, Дж. де Пельке
- 1484–1485: Х. Вандер Меерен
- 1485–1496: Роланд де Мол, Рене Ван Тинен
- 1486–1487: Пьер Вас, Энгельберт Вандер Мелен
- 1487–1488: Х. де Мол, Жак де Рюве
- 1488: Адриан ван Аше
- 1488: Виллем Т'Серклас
- 1488–1489: Ж. де Хемвлит, Ж. де Вальше
- 1489–1490: Виллем Т'Серклас, Ж. де Пельке
- 1490–1491: Гектор Вандернут, Рене Ван Тинен
- 1491–1492: Ян ван Каттем, Йоос Зегерс
- 1492–1493: Адриан ван Дроогенбрук, Петрус Гессенс
- 1493–1494: Хелегаст Вандер Меерен, Дж. Ван Зеннен
- 1494–1495: Ян Вандер Меерен
- 1495–1496: Гуилл. Ван Биттерсвик, Дж. Мойенсон
- 1496–1497: Дж. Ванден Хитвельде, Саймон Ван Дёрн
- 1497–1498: Амельрик Вас, Жак де Рюве
- 1498–1499: Гиелис Ван Алст, Пьер Гессенс
- 1499: Вацлав Т'Серклас, Ж. де Вальше
- 1525: Ян Ван Ньювенхове
- 1546: Ян де Локенгиен
- 1556: Жан Пипенпой
- 1574–1576: Джейкоб Тай, лорд Гойка
- 1576–1577: Антун Куарре, Петрус Кайерман
- 1577–1578: Карел ван Брехт, Франс Якобс
- 1578–1579: Леонард Ванденхекке, Виллем де Смет
- 1579–1580: Джейкоб Тай, Симон де Сайи
- 1580–1581: Леонард Ванденхекке, Адриан Ван Конинкслоо

## Испанские и австрийские Нидерланды (1581–1794)
- 1581–1585: Хендрик де Блуайер
- 1585–1586: Жак Тай, Дж. Ван Гирсмютере
- 1586–1588: Ланселот II Схетс, 2-й граф Гроббендонк, барон де Весемале[англ.], Дж. Ван Герсмейтер
- 1588–1590: Филипп де Родоан, лорд Бергегема.
- 1590–1592: Хендрик ван Донгельберге, Габриэль Ван Беммель1592–1594: Гиелис де Буслейден, Виллем де Ваддере
- 1594–1596: Анри де Донгельберге, Арнольд Аддьерс
- 1596–1598: Франсуа де Сенфт
- 1598–1599: Хендрик ван Донгельберге, Виллем де Ваддере
- 1600–1601: Карел ван Латем, Жерар Мутон
- 1602: Дж. Дюкенуа, лорд ван Стен
- 1603–1604: Хендрик ван Донгельберге, Арнольд Аддиерс
- 1605: Карел ван Латем, Жерар Мутон
- 1606: Хендрик ван Донгельберге, Арнольд Аддиерс
- 1607: Жак Вандернут, сеньор де Кисекем, Жерар Мутон
- 1608–1609: Эгид де Буслейден, Гийом де Смет
- 1609: Шарль де Латем, Симон де Сайи
- 1610–1611: Хендрик ван Донгельберге, Арнольд Аддиерс
- 1620: Энглеберт де Тай, барон Веммель[англ.].
- 1646: Франсуа де Донгельберге
- 1688-1689: Генри Пипенпой
- 1692: Генри Пипенпой
- 1699: Шарль-Леопольд Фьерлан
- 1700–1702: Роджер-Вотье ван дер Нут, 1-й барон Карлу[англ.].
- 1702–1707: Чарльз ван ден Берген, граф де Лиминг.
- 1707–1724: Жан Батист Аврелий Валхорн

## Французская Республика (1794–1804)
- 1795–1800: Жан-Батист Верлой
- 1800: Поль Арконати-Висконти, маркиз Бусто
- 1800–1803: Николя-Жан Руппе
- 1803–1804: Анри Жозеф Ван Лангенховен

## Первая Французская империя (1804–1815)
- 1804-1805: Луи Девос
- 1805–1809: Шарль де Мерод
- 1810–1814: Шарль-Жозеф, 4-й герцог д'Урсель[англ.]
- 1814-1815: барон Йозеф ван дер Линден д'Хогворст

## Королевство Нидерландов (1815–1830)
- 1815–1817: барон Луи де Велленс
- 1817-1820: виконт Гиацинт ван дер Фосс
- 1820-1830: барон Луи де Велленс

## Королевство Бельгия (1830–н.в)
Умершие будучи в должности обозначены знаком †
| №  | № | Портрет | Мэр                                    | Выборы                         | Сроки полномочий | Сроки полномочий | Партия                                |
| -- | - | ------- | -------------------------------------- | ------------------------------ | ---------------- | ---------------- | ------------------------------------- |
| 1  |   |         | † Николя-Жан Руппе (1769–1838)         | • (Назначен монархом)          | 22 октября 1830  | 3 августа 1838   | Незавиисимый                          |
| 2  |   |         | Гийом-Ипполит ван Волксем (1791–1868)  | • (Назначен монархом)          | 13 сентября 1838 | 13 апреля 1841   | Незавиисимый                          |
| 3  |   |         | Франсуа-Жан Вин де Рокур(1779–1857)    | • (Назначен монархом)          | 14 апреля 1841   | 4 октября 1848   | Незавиисимый                          |
| 4  |   |         | † Шарль де Брукер (1796–1860)          | • (Назначен монархом)          | 5 октября 1848   | 20 апреля 1860   | Либеральная партия                    |
| 5  |   |         | † Андре-Наполеон Фонтенас (1807–1863)  | • (Назначен монархом)          | 21 апреля 1860   | 19 июля 1863     | Либеральная партия                    |
| 6  |   |         | † Жюль Анспах (1829–1879)              | • (Назначен монархом)          | 15 октября 1863  | 19 мая 1879      | Либеральная партия                    |
| 7  |   |         | Феликс Вандерстраэтен (1823–1884)      | • (Назначен монархом)          | 20 мая 1879      | 21 января 1881   | Либеральная партия                    |
| 8  |   |         | Шарль Булс(1837–1914)                  | • (Назначен монархом)          | 17 декабря 1881  | 16 декабря 1899  | Либеральная партия                    |
| 9  |   |         | Эмиль Де Мот (1835–1909)               | • (Назначен монархом)          | 16 декабря 1899  | 6 декабря 1909   | Либеральная партия                    |
| 10 |   |         | † Адольф Макс (1869–1939)              | • (Назначен монархом)          | 6 декабря 1909   | 6 ноября 1939    | Либеральная партия                    |
| 11 |   |         | Джозеф Ван Де Мелебрук (1876–1958)     | • (Назначен монархом)          | 28 ноября 1939   | 13 февраля 1956  | Либеральная партия                    |
| 12 |   |         | Люсьен Куреманс (1889–1985)            | • (Назначен монархом)          | 14 февраля 1956  | 29 августа 1975  | Партия за свободу и прогресс          |
| 13 |   |         | Пьер Ван Хальтерен (1911–2009)         | • (1976)                       | 30 августа 1975  | 4 марта 1983     | Партия за свободу и прогресс          |
| 14 |   |         | † Эрве Броон (1924–1993)               | • (1982)                       | 4 марта 1983     | 10 апреля 1993   | Социалисти́ческая па́ртия               |
| 15 |   |         | Мишель Демаре (1940–2000)              | • (Назначен городским советом) | 20 июля 1993     | 24 марта 1994    | Гуманистический демократический центр |
| 16 |   |         | Фредди Тилеманс (1944–2022)            | 1-е (1994)                     | 28 апреля 1994   | 9 января 1995    | Социалисти́ческая па́ртия               |
| 17 |   |         | Франсуа-Ксавье де Доннеа (род. в 1941) | • (Назначен городским советом) | 21 мая 1995      | 18 октября 2000  | Реформаторское движение               |
| 18 |   |         | Фредди Тилеманс (1944–2022)            | 2-е (2000) 3-е (2006)          | 16 января 2001   | 13 декабря 2013  | Социалисти́ческая па́ртия               |
| 19 |   |         | Иван Майер (род.в 1960)                | • (2012)                       | 13 декабря 2013  | 8 июня 2017      | Социалисти́ческая па́ртия               |
| 20 |   |         | Филипп Клоз (род. в 1971)              | назначен СП                    | 9 июня 2017      | Нынешний         | Социалисти́ческая па́ртия               |